# Wagram Sacharowitsch Apresjan
Wagram Sacharowitsch Apresjan (russisch Ваграм Захарович Апресян; wiss. Transliteration Vagram Zacharovič Apresjan; * 21. November 1907; † 14. März 1974) war ein sowjetischer Romancier und Essayist armenischer Herkunft. 
Während des Zweiten Weltkrieges war er Frontberichterstatter. Über das Vernichtungslager Treblinka sammelte er Materialien. Sein Bericht über die Tragödie jüdischer Kinder in diesem Lager wurde unter dem Titel „Die Kinder vom schwarzen Weg“ in das Schwarzbuch aufgenommen.

## Werke (Auswahl)
- Время не ждет (Roman, 1952).
- Земля отцов (Powest, 1957).
- Мастерство бессмертно (Erzählungen, 1959).
- Дороги и годы (Roman, 1965).
- Возвращение (Powest, 1969).